# Якубов, Юрий Николаевич
Ю́рий Никола́евич Яку́бов (род. 29 августа 1946, Великие Луки, Псковская область, РСФСР) — российский военачальник, командующий войсками Дальневосточного военного округа (1999—2006). Генерал армии (2003).

## Биография
Родился в семье военнослужащих. Отец и мать участвовали в Великой Отечественной войне. В Великих Луках окончил среднюю школу.
В Советской Армии с 1963 года. Окончил Харьковское гвардейское высшее танковое командное училище имени Верховного Совета Украинской ССР в 1967 году. С 1967 года командовал танковым взводом в Киевском военном округе, затем командовал взводом и танковой ротой в 323-м тяжёлом танковом полку 10-й гвардейской танковой дивизии 3-й общевойсковой армии Группы советских войск в Германии.
В 1976 году окончил Военную академию бронетанковых войск имени Маршала Советского Союза Р. Я. Малиновского. С 1976 года — начальник штаба танкового полка в Киевском военном округе. В 1978 году окончил Высшие офицерские курсы «Выстрел» имени Маршала Советского Союза Б. М. Шапошникова. С 1979 года командовал 317-м гвардейским танковым полком в 22-й гвардейской танковой дивизии 6-й гвардейской танковой армии (Днепропетровск), с 1982 года был заместителем командира и командиром 17-й гвардейской танковой дивизии в Киевском военном округе. С 1985 года — командир 90-й гвардейской танковой дивизии, с 1986 — первый заместитель командующего 8-й гвардейской армией в Группе советских войск в Германии. Серьёзным показателем добросовестности военной службы Ю. Якубова является тот факт, что он получил досрочно три воинских звания (крайне редкий случай).
В 1990 году окончил Военную академию Генерального штаба Вооружённых Сил имени К. Е. Ворошилова. Служил начальником штаба — первым заместителем командующего 35-й общевойсковой армии в Дальневосточном военном округе, с 1991 по 1994 годы — командующим 6-й армией в Ленинградском военном округе. Генерал-лейтенант (13.02.1992).
С июня 1994 года — первый заместитель командующего войсками Дальневосточного военного округа. Возглавлял оперативную группировку Минобороны России по ликвидации последствий Шикотанского землетрясения 4 октября 1994 года. С 2 августа 1999 года — командующий войсками Дальневосточного военного округа. Воинское звание генерал армии присвоено указом Президента Российской Федерации от 21 февраля 2003 года.
С 10 сентября 2006 года — в отставке по достижении предельного возраста нахождения на военной службе.
После создания в 2008 году Службы генеральных инспекторов Министерства обороны Российской Федерации является ведущим аналитиком Управления генеральных инспекторов Министерства обороны Российской Федерации, с 2013 года исполняет обязанности старшего в Управлении. Одновременно с ноября 2010 года — помощник Министра обороны Российской Федерации по работе с ветеранами Вооружённых Сил.
Кандидат политических наук. Профессор.
Почётный гражданин города Хабаровска (2004), Почётный гражданин города Великие Луки (2011).
Женат. Имеет двоих сыновей, оба служат офицерами в Российской армии.

## Награды
- Орден «За заслуги перед Отечеством» IV степени (2006)
- Орден Александра Невского (3.3.2021)[7]
- Орден «За военные заслуги»
- Орден Почёта (5.12.2016)[8]
- Орден «За службу Родине в Вооружённых Силах СССР» II степени
- Орден «За службу Родине в Вооружённых Силах СССР» III степени
- Медали
- Заслуженный военный специалист Российской Федерации (2001).